# إلينور فين
إلينور فين (بالإنجليزية: Ellenor Fenn)‏ (1743-1813) هي كاتبة لأدب الأطفال البريطاني في القرن الثامن عشر.